# Křesťansko-demokratická strana
Křesťansko-demokratická strana byla politická strana, působící mezi lety 1990 až 1996. Orientovala se pravicově a konzervativně, stála na křesťanských základech. V podstatě po celou dobu své existence byla součástí vládní koalice. Jejím prvním předsedou byl disident Václav Benda a druhým od prosince 1993 pak Ivan Pilip. Důležitá byla jako první politická strana vzniklá po sametové revoluci. V roce 1996 se krátce před parlamentními volbami sloučila se svým dosavadním koaličním partnerem ODS.

## Historie strany

### Vznik
Počátky Křesťansko-demokratické strany sahají již do 50. let 20. století, kdy se bývalí členové Československé strany lidové, jež se zkompromitovala spoluprací s komunistickým režimem, pokusili reorganizovat a vytvořit novou křesťanskou stranu. Tyto snahy ovšem jednak nebyly příliš úspěšné (končily často uvězněním) a jednak rozsah jejich aktivit Státní bezpečnost nezřídka zveličovala, aby tak dosáhla snadnějšího odsouzení zatčených. Kvůli údajnému vytváření KDS bylo v padesátých letech odsouzeno dvacet osob, amnestovaných roku 1960. Někteří z nich byli znovu odsouzeni a propuštěni až v roce 1967 (např. Ing. Jaroslav Cuhra). Tento proces měl pravděpodobně sloužit k zastrašení ostatních amnestovaných před další protirežimní činností.
Dlouhodobější význam měl až počin z roku 1978, kdy Daniel Kroupa založil seminář pro mladé filosofy nazvaný Akademie. Zastřešující organizací této skupiny se stalo Hnutí za občanskou svobodu (zkracováno HOS), založené 15. října 1988. V Hnutí za občanskou svobodu se vytvořila dvě významná křídla: budoucí jádro Občanské demokratické aliance kolem Pavla Bratinky a Daniela Kroupy; a budoucí jádro Křesťanskodemokratické strany kolem Václava Bendy. ODA se od KDS rozlišovala takto: „V ODA byli lidé, kteří uznali křesťanské hodnoty za natolik posvátné, že odmítli jejich zatahování do politických her. Politicky však nebyl nikdo nikdy bližší ODA než KDS.“
Disidenti okolo Václava Bendy založili 3. prosince 1989 Křesťansko-demokratickou stranu, ministr vnitra ji zaregistroval 31. ledna 1990. První sjezd se konal v březnu téhož roku a předsedou byl zvolen Václav Benda, prvním místopředsedou Zdeněk Susa. Křesťansko-demokratická strana tak byla skutečně první porevoluční stranou – až po ní následovala Občanská demokratická aliance.

### Volby 1990 a koalice křesťansko-demokratických stran
V počátcích působila v rámci Občanského fóra. Prvních svobodných parlamentních voleb v červnu roku 1990 se KDS účastnila jako součást volební koalice Křesťanská a demokratická unie (společně s Československou stranou lidovou, Svobodnou rolnickou stranou, Sdružením československých podnikatelů, Moravským občanským hnutím a Klubem seniorů). Ve volbách tato koalice získala do obou sněmoven Federálního shromáždění asi 8,7 % hlasů. Křesťansko-demokratická strana získala 2 mandáty jak ve Sněmovně lidu, tak ve Sněmovně národů. Ve volbách do České národní rady získala KDU 8,4 % hlasů a 19 mandátů, z nichž 4 připadly KDS. Celkově byly volební výsledky pro Křesťanskou a demokratickou unii zklamáním, přičítaným aféře Josefa Bartončíka, předsedy lidové strany.
Křesťanská a demokratická unie se pak účastnila utváření vlády Československé republiky. Křesťanskodemokratická strana kandidovala v listopadu 1990 v prvních svobodných komunálních volbách sama či spolu s bývalými politickými vězni nebo v koalicích s dalšími pravicovými stranami (např. LDS – Liberálně demokratickou stranou) vzniklými po roce 1989. V komunálních volbách v listopadu roku 1990 v celé republice obsadila pouze 251 křesel.
Po zvolení Josefa Luxe předsedou lidové strany se začala objevovat různost názorů mezi lidovci a křesťanskými demokraty. Ty vrcholily během roku 1991, kdy poslanci zvolení za Křesťansko-demokratickou stranu založili v České národní radě vlastní poslanecký klub; ve Federálním shromáždění pak utvořili klub s Liberálně demokratickou stranou. V červnu roku 1991 Československá strana lidová iniciovala vznik politického hnutí se stejným názvem jako původní koalice, Křesťanská a demokratická unie. V dubnu roku 1992 se pak Československá strana lidová a Křesťanská a demokratická unie sloučily, čímž vznikla KDU-ČSL v dnešní podobě. Někteří představitelé Křesťansko-demokratické strany později členy ČSL obviňovali z uzurpování značky KDU.

### Volby 1992 a koalice s ODS
Trvale nízké preference nutily KDS hledat si volebního partnera, postupně se sblížila s nově vzniklou Občanskou demokratickou stranou, s níž v roce 1992 uzavřela smlouvu o volební koalici. Koalice ODS-KDS vyhrála s jasným náskokem volby jak do České národní rady, tak do Federálního shromáždění, a KDS ve všech komorách ustanovila své vlastní kluby. Stala se součástí vládní koalice společně s občanskými stranami (ODS i ODA) a KDU-ČSL. Ve vládě České republiky (První vláda Václava Klause) získala dvě křesla. Místopředsedou České národní rady se stal Pavel Tollner, předsedou Sněmovny lidu Federálního shromáždění (jež zanikla o půl roku později) se stal Václav Benda.
Na volebním olomockém sjezdu v prosinci 1993 byl zvolen předsedou strany 30letý náměstek ministra školství, Ivan Pilip z pozice předsedy Politické rady KDS. Ziskem 97 ze 182 odevzadných hlasů porazil úřadujícího předsedu Václava Bendu, který se stal 1. místopředsedou. Zbylí dva kandidáti Marek Benda s Miroslavem Tylem před samotnou volbou odstoupili.

### Sloučení s ODS
Vedení KDS bylo jasné, že sama nepřekročí pětiprocentní volební klauzuli, proto celé mezivolební období uvažovala o sloučení buď s KDU-ČSL, nebo s ODS. Ve stejné době tuto otázku řešila další pravicová strana KAN – Klub angažovaných nestraníků. 
Předsedové KDS a ODS Pilip s Klausem uzavřeli  22. června 1995  smlouvu o integraci obou stran, s plánem takového kroku na přelomu března a dubna 1996. V roce 1996 byly svolány tři celostátní sněmy ODS, KDS a KAN, které hlasovaly o sloučení těchto subjektů. Celostátní sněm KAN sloučení neschválil, celostátní sněmy ODS a KDS sloučení schválily. 
Vzhledem k vzrůstajícímu názorovému vzdalování vedení Křesťansko-demokratické strany a vedení KDU-ČSL se po formální stránce KDS k 3. březnu 1996 sloučila s Občanskou demokratickou stranou; ale většina členské základny toto sloučení neakceptovala. V poslanecké sněmovně část bývalých členů KDS vytvořila vlastní klub pojmenovaný KDS1, většina z nich poté přešla do KDU-ČSL. Někteří bývalí členové KDS, kteří vstoupili do ODS, stáli (v čele s Ivanem Pilipem) roku 1998 u zrodu Unie svobody. Řada komunálních politiků KDS vstoupila do ODA či KDU-ČSL nebo se podílela na zrodu SNK, nebo za SNK kandidovala v komunálních volbách jako nezávislí kandidáti.

## Volební výsledky

### Sněmovna lidu Federálního shromáždění
| Volby | Hlasy           | Hlasy           | Mandáty | Mandáty | Pozice | Postavení |
| Volby | Abs.            | %               | Abs.    | ±       | Pozice | Postavení |
| ----- | --------------- | --------------- | ------- | ------- | ------ | --------- |
| 1990  | v koalici KDU   | v koalici KDU   | 3/150   | ▲1      | ▲9.    | Opozice   |
| 1992  | v koalici s ODS | v koalici s ODS | 5/150   | ▲2      | ▼10.   | Podpora   |

### Sněmovna národů Federálního shromáždění
| Volby | Hlasy           | Hlasy           | Mandáty | Mandáty | Pozice |
| Volby | Abs.            | %               | Abs.    | ±       | Pozice |
| ----- | --------------- | --------------- | ------- | ------- | ------ |
| 1990  | v koalici KDU   | v koalici KDU   | 2/150   | ▲       | ▲9.    |
| 1992  | v koalici s ODS | v koalici s ODS | 3/150   | ▲1      | ▼11.   |

### Česká národní rada
| Volby | Hlasy           | Hlasy           | Mandáty | Mandáty | Pozice | Postavení |
| Volby | Abs.            | %               | Abs.    | ±       | Pozice | Postavení |
| ----- | --------------- | --------------- | ------- | ------- | ------ | --------- |
| 1990  | v koalici KDU   | v koalici KDU   | 4/200   | ▲       | ▲5.    | Vláda     |
| 1992  | v koalici s ODS | v koalici s ODS | 10/200  | ▲6      | ▼8.    | Vláda     |

V první české vládě vzešlé ze svobodných voleb (po červnu 1990) byla KDS zastoupena ministrem školství Petrem Vopěnkou a ministrem životního prostředí Ivanem Dejmalem. V letech 1992 až 1996 byla Křesťansko-demokratická strana ve vládě zastoupena dvěma ministry, ministrem životního prostředí Františkem Bendou a ministrem školství. Na tomto postu se vystřídali Petr Piťha a Ivan Pilip.

### Zastupitelstva obcí
| Volby | Hlasy     | Hlasy | Mandáty   | Mandáty |
| Volby | Abs.      | %     | Abs.      | ±       |
| ----- | --------- | ----- | --------- | ------- |
| 1990  | 982,026   | 1.3   | 251/66551 | ▲       |
| 1994  | 1,355,591 | 1.1   | 216/62160 | ▼35     |